# Ornaathoningzuiger
De ornaathoningzuiger (Cinnyris venustus synoniem: Nectarinia venusta ) is een zangvogel uit de familie Nectariniidae (honingzuigers).

## Kenmerken
Het verenkleed bestaat uit iriserend blauwe bovendelen en een glanzend paarsblauwe borst. Het vrouwtje heeft olijfbruine bovendelen en een beige borst. De staart is zwart met een blauw zweempje. De lange snavel is neerwaarts gebogen. De lichaamslengte bedraagt 10 tot 11 cm en het lichaamsgewicht ligt tussen 5–10 g.

## Leefwijze
Zij voedsel bestaat hoofdzakelijk uit nectar, dat in de broedperiode wordt aangevuld met kleine insecten.

## Verspreiding en leefgebied
Er zijn 5 ondersoorten:
- C. v. venustus (Senegal en Gambia tot Sierra Leone, Oost en Noord-Kameroen en Centraal Afrikaanse Republiek)
- C. v. fazoqlensis (Oost-Soedan, Eritrea en Ethiopië)
- C. v. albiventris (Oost- en Zuid-Ethiopië, Somalië en Noordoost-Kenia)
- C. v. falkensteini (Gabon, Angola tot West- Kenia, Tanzania en Mozambique)
- C. v. igneiventris (Congo-Kinshasa. Oeganda, Rwanda en Boeroendi)

Het leefgebied bestaat uit doornig stuikgewas in savanne met verspreid bos, agrarische gebied, parken, tuinen, mangrove, kokospalmplantages en in het Rwenzori-gebergte tot op 2700 m boven de zeespiegel.

## Status
De ornaathoningzuiger heeft een groot verspreidingsgebied en daardoor is de kans op de status kwetsbaar (voor uitsterven) gering. De grootte van de populatie is niet gekwantificeerd, maar is stabiel. Om deze redenen staat deze honingzuiger als niet bedreigd op de Rode Lijst van de IUCN.